# 上銀科技
上銀科技股份有限公司（簡稱上銀或上銀科技，股號：2049）為台灣一家機械製造商，為世界第二大滾珠螺桿製造商，成立於1989年，總部位於台中市，創辦人兼總裁為卓永財，董事長為卓文恒，總經理為蔡惠卿。目前上銀位於美國、德國、日本、瑞士、捷克、以色列、新加坡、韓國、義大利和中華人民共和國皆有據點。

## 歷史
- 1989年10月，創立於台灣臺中市。
- 1992年，成立美國子公司。
- 1993年，併購德國滾珠螺桿廠Holzer公司，成立德國子公司。
- 1996年，合併元銀精密工業。
- 1997年9月，子公司「大銀微系統」成立。
- 1999年，成立日本子公司。與美國Parker Hannifin集團形成策略聯盟。
- 2000年，德國子公司轉投資瑞士子公司。
- 2001年，德國子公司轉投資捷克子公司。
- 2003年，購置雲林科技工業區土地15,332坪，興建第一期廠房。
- 2004年，成立日本東京研發中心。
- 2006年，美國芝加哥廠房啟用。
- 2007年，臺灣臺中市潭子廠購置土地供擴廠使用，德國子公司舊廠擴建以利新增產能。
- 2008年，申購臺灣嘉義縣大埔美精密機械園區土地31,827坪。
- 2009年6月，於台灣證券交易所股票上市，股票代號2049。同年，轉投資以色列控制器頂尖廠MegaFabs Motion Systems Ltd.。
- 2010年，增購大埔美精密機械園區土地29,514坪，總申購面積合計為45,286坪。
- 2012年，「全球營運總部」和「研發中心」落成。
- 2013年，與臺中高工及國立臺灣科技大學共同簽訂產學合作計畫。同年，成立新加坡、韓國及義大利子公司。
- 2014年，與國立清華大學合作成立「上銀科技-清大聯合研發中心」，與研華公司訂定策略聯盟。成立中國蘇州子公司。
- 2015年，取得陸聯精密48%股權。與中國醫藥大學合作創設「聯合研發中心」。同年，啟動「精科二廠」新建工程。
- 2016年，中國蘇州子公司新廠奠基。分別與鈺創科技、大銀微系統、智動全球簽署合作備忘錄。德國子公司二廠落成。大埔美精密機械園區新廠奠基。
- 2017年，與國立中興大學及臺中市太平區農會簽署「大台中外銷荔枝栽培模式」與「加值保鮮」關鍵技術。

## 認證
- 1992年，通過英國SGS公司ISO9001【品質管理系統】認證。
- 1997年，通過德國TUV公司ISO14001【環境管理系統】認證。
- 2002年，通過德國TUV公司OHSAS 18001【職業安全衛生系統】認證。
- 2008年，通過德國TUV公司TOSHMS【臺灣職業安全衛生管理系統】認證。
- 2012年，通過英國標準協會BSI ISO14064-1【組織溫室氣體排放盤查】認證。
- 2012年，通過英國標準協會BSI PAS 2050【滾珠螺桿產品碳足跡盤查】認證。
- 2013年，通過英國SGS公司 ISO13485【醫療器材品質管理系統】認證。
- 2014年，通過台灣【智慧財產管理TIPS】驗證。
- 2015年，通過德國TUV公司ISO 50001【能源管理系統】驗證。

## 主要產品及營收
| 產品項目   | 產品佔營收比率（%）（2023年） |
| ---------- | ----------------------------- |
| 滾珠螺桿   | 19%                           |
| 線性滑軌   | 64%                           |
| 工業機器人 | 8%                            |
| 其他產品   | 9%                            |

- 產品應用領域區分：工具機占1/3、產業機械占1/3、醫療與特殊設備占1/3。

## 企業社會責任
- 2004年，創辦【上銀機械碩士論文獎】。
- 2008年，創辦【上銀智慧機器手】實作競賽。
- 2010年，創辦【JIMTOF大學生見學團】。
- 2011年，創辦【上銀優秀機械博士論文獎】。

## 外部連結
- 官方网站（页面存档备份，存于）（繁體中文）（英文）（日語）（德文）（意大利文）